# Слойники
Слойники (пол. Słojniki) — село в Польщі, у гміні Сокулка Сокульського повіту Підляського воєводства.
Населення — 181 особа (2011).
У 1975-1998 роках село належало до Білостоцького воєводства.

## Демографія
Демографічна структура станом на 31 березня 2011 року:
|          | Загалом | Допрацездатний вік | Працездатний вік | Постпрацездатний вік |
| -------- | ------- | ------------------ | ---------------- | -------------------- |
| Чоловіки | 100     | 21                 | 62               | 17                   |
| Жінки    | 81      | 15                 | 41               | 25                   |
| Разом    | 181     | 36                 | 103              | 42                   |